# Bjørn Tore Hoem
Bjørn Tore Hoem Nielsen (12 d'abril de 1991) és un ciclista noruec, professional des del 2011 i actualment a l'equip Joker Icopal.

## Palmarès
- 2012
  - 1r a la Roserittet i vencedor d'una etapa
- 2015
  - Vencedor d'una etapa al Tour de Normandia
  - Vencedor d'una etapa al Tour d'Alsàcia